# Jonathan Michael Athanasius Löhnis
Jonathan Michael Athanasius Löhnis oder Loehnis (auch Jonathan Löhnis; * 12. März 1788 in Erfurt; † 7. Mai 1855 in Gießen) war ein deutscher römisch-katholischer Theologe, Geistlicher und Hochschullehrer.

## Leben
Löhnis war Sohn des Kreiskassenpedells Adam Friedrich Löhnis. Er durchlief die Erfurter Schulen und begann sein Studium an der Universität Erfurt, wechselte an die Universität Aschaffenburg und empfing am 30. März 1811 die Priesterweihe. Anschließend wirkte er als Präfekt am Priesterseminar in Aschaffenburg. Im Oktober 1813 erhielt er eine Stelle als Professor für Deutsch, Latein und Griechisch am Aschaffenburger Gymnasium, wobei er nebenbei als Dozent für Poetik und Rhetorik an der Aschaffenburger Universität wirkte. Ab 1817 hielt er an der Universität außerdem Vorlesungen über Hermeneutik. 
Löhnis nahm 1818 eine Stelle als Professor für orientalische Sprachen und biblische Exegese am Priesterseminar in Aschaffenburg an. Nachdem die Universität in ein hochschulisches Lyzeum umgewandelt worden war, wurde er dort 1823 Professor für orientalische Sprachen, Exegese und Bibelkunde. Er beherrschte von den orientalischen Sprachen die hebräische, die syrische, die arabische und die chaldäische Sprache. 1835 oder 1836 erfolgte seine Promotion zum Dr. theol. Seine Habilitation in Theologie erfolgte am 21. März 1837 an der Universität Gießen mit der Habilitationsschrift De praenunciato novi foederis sive missae sacrificio in priscis vatibus.
Löhnis folgte 1837 einem Ruf als ordentlicher Professor der Exegese an die Katholisch-theologische Fakultät der Universität Gießen. 1849 stellte er sich im Streit um die Mainzer Bischofswahl auf die Seite des von Papst Pius IX. abgelehnten Leopold Schmid. Nachdem der neue Mainzer Bischof Wilhelm Emmanuel von Ketteler im Januar 1851 seine Theologen von der Gießener Fakultät abzog, war ein ordentlicher Lehrbetrieb nicht mehr möglich. Löhnis wurde daraufhin zum 1. Juli 1853, mit seinem Gesundheitszustand begründet, in den Ruhestand versetzt, den er in Mainz verbrachte. Der Tod soll allerdings in Gießen durch einen Schlaganfall erfolgt sein. Dort wurde er auch beigesetzt.
Löhnis' Fähigkeiten als akademischer Lehrer und Wissenschaftler werden teilweise kritisch bewertet, wobei er insbesondere in Gießen nicht den Ansprüchen der Studierenden entsprochen habe.

## Werke (Auswahl)
- Über den Nutzen des Studiums der mit der hebräischen Sprache verwandten Mundarten, Pergay, Aschaffenburg 1834.
- Grundzüge der biblischen Hermeneutik und Kritik, Ferber, Gießen 1839.
- Das Land und Volk der alten Hebräer nach den in der Bibel angegebenen Zuständen, Manz, Regensburg 1844.